# Bernhard Holtmann
Bernhard Holtmann (* 27. April 1873 in Laer; † 29. Juni 1947) war ein plattdeutscher Autor.

## Leben
Er besuchte die Kirchenmusikschule in Münster, an der er die Prüfung als Küster und Organist ablegte. Von 1893 bis 1895 war er in Asperden Küster und Organist. Von 1895 bis 1897 leistete er in der „7. Compagnie“ des 1. Garde-Regiment zu Fuß in Potsdam den Wehrdienst. Seit 1898 war er Küster und Organist in der Pfarrkirche St. Vitus in Olfen.
In Olfen wurde zu Ehren Holtmanns eine Bronzestatue aufgestellt und die Bernhard-Holtmann-Straße nach ihm benannt.

## Schriften (Auswahl)
- Trü un Graut in Naut un Daut. Kriegsgedichte um Geschichten up mönsterlänsk Platt. Lüdingshausen 1915, OCLC 72005869.
- „Usse Kattrinken“. En Vetellselken ut’t Mönsterland. Münster 1916, OCLC 72005864.
- An’t Hädfüer bi Flaßkamps-Vader. Allerhand lustige Stückskes in Mönsterlandsk Platt. Münster 1925, OCLC 71943931.
- O Mönsterland, min Heimatland. Plattdütschk ut Westfaolen. Heitere und ernste Gedichte und Erzählungen in plattdeutscher Sprache aus dem Münsterland. Lüdinghausen 1982, ISBN 3-9800113-1-3.